# Kawasaki KR 750
La KR 750 è una motocicletta da competizione costruita dalla Kawasaki tra il 1975 e il 1976.

## Il contesto
Questa moto venne prodotta per la 200 Miglia di Daytona e poi anche per neonata formula 750 che per alcuni anni rappresentò la classe di maggior cilindrata del motomondiale, ma non riuscì mai ad avere risultati di rilievo.
La moto si differenzia dalla precedente H2R per via di una maggiore potenza e del raffreddamento a liquido.